# 니콘 D700
니콘 D700(Nikon D700)은 2008년 7월 1일에 발표된 니콘의 디지털 SLR 카메라이다. D3에 이은 니콘 FX 포맷을 사용한 두 번째 풀프레임 카메라이다. 1210만 화소의 이미지 센서, 자동 초점 시스템, 이미지 프로세서 등 주요 사항이 니콘 D3와 동일하다. 확장시 ISO가 25,600까지 확장이 가능하며, 풀프레임으로는 상대적으로 적은 화소수를 구현하여 노이즈 억제 수준이 D3S를 제외하고 가장 뛰어나다. MB-D10 배터리 그립 장착 시 초당 8장 연사가 가능하다.

## 특징
- 1,005 픽셀 RGB 센서를 활용한 측광
- 3D 컬러 매트릭스 미터링
- Multi-CAM 3500FX 자동 초점 센서 모듈
- 액티브 D라이팅
- 시야각 170도의 921,600 화소(VGA) 3인치 LCD 모니터
- EXIF 정보 지원을 위해 비 CPU용 렌즈 10개까지 등록 가능
- WT-4/4A 무선 파일 전송장치 지원
- JPEG, TIFF, NEF 파일 저장 지원
- HDMI HD 비디오 출력 지원
- EN-EL3e 리튬이온 전지

## 니콘 D3와의 차이점
- 세로 그립 분리형 바디
- 좁은 뷰파인더 시야율
- 느린 연사 속도
- 센서 청소 기능 추가
- 내장 플래시 부착
- 버퍼 용량이 D3보다 크다
- 플래시 메모리 슬롯이 D3보다 하나 적다

## 사진

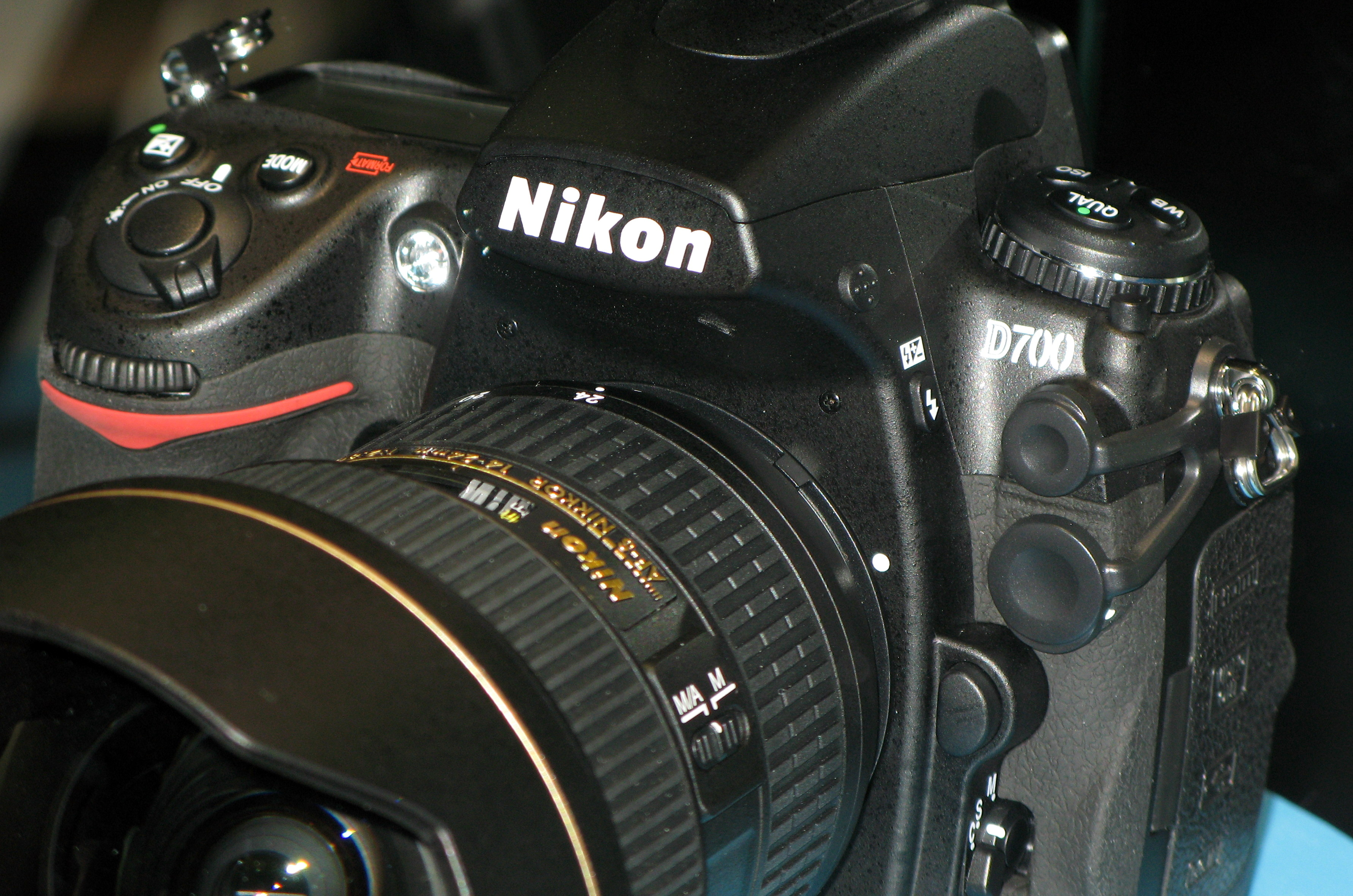
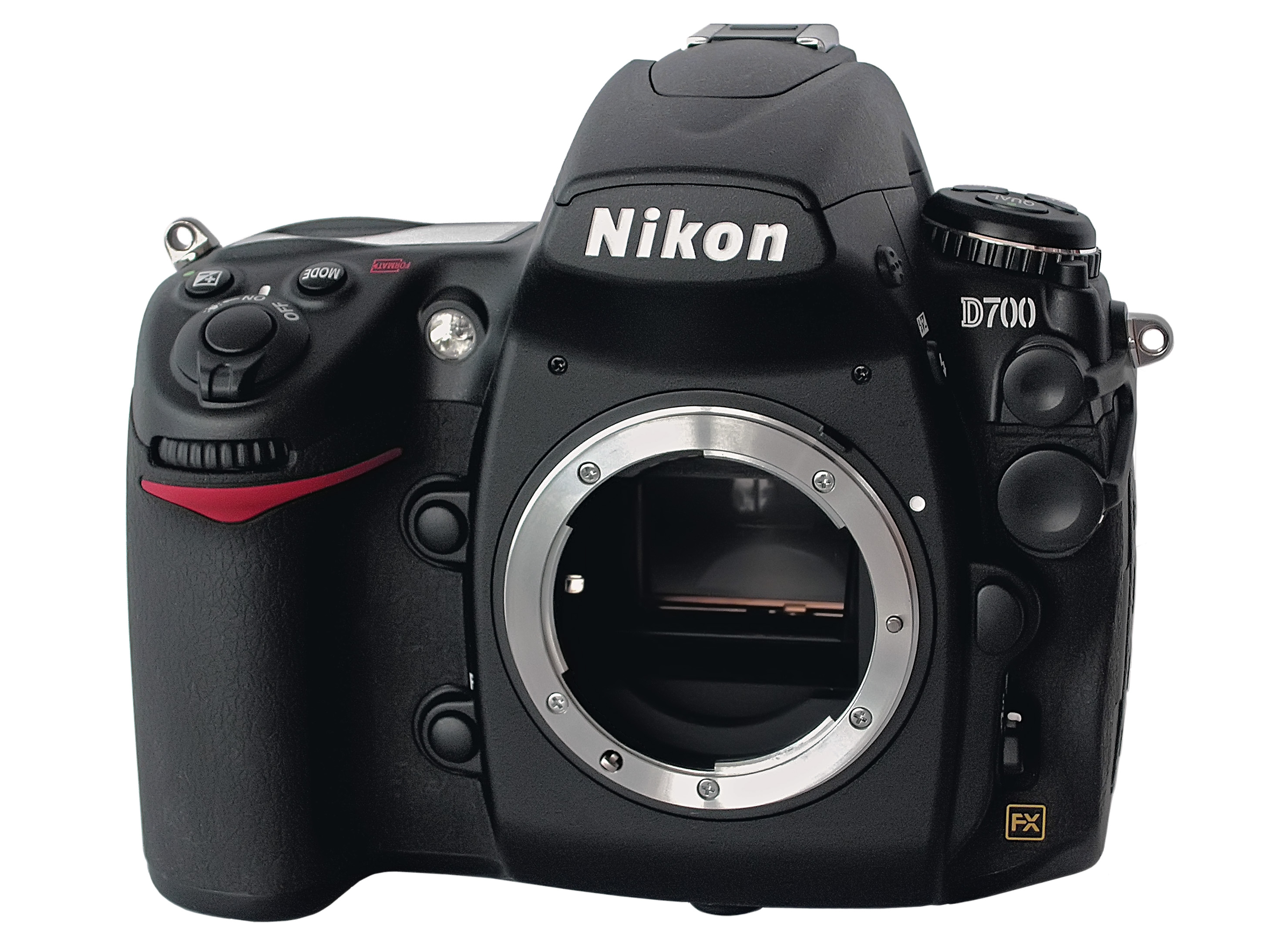
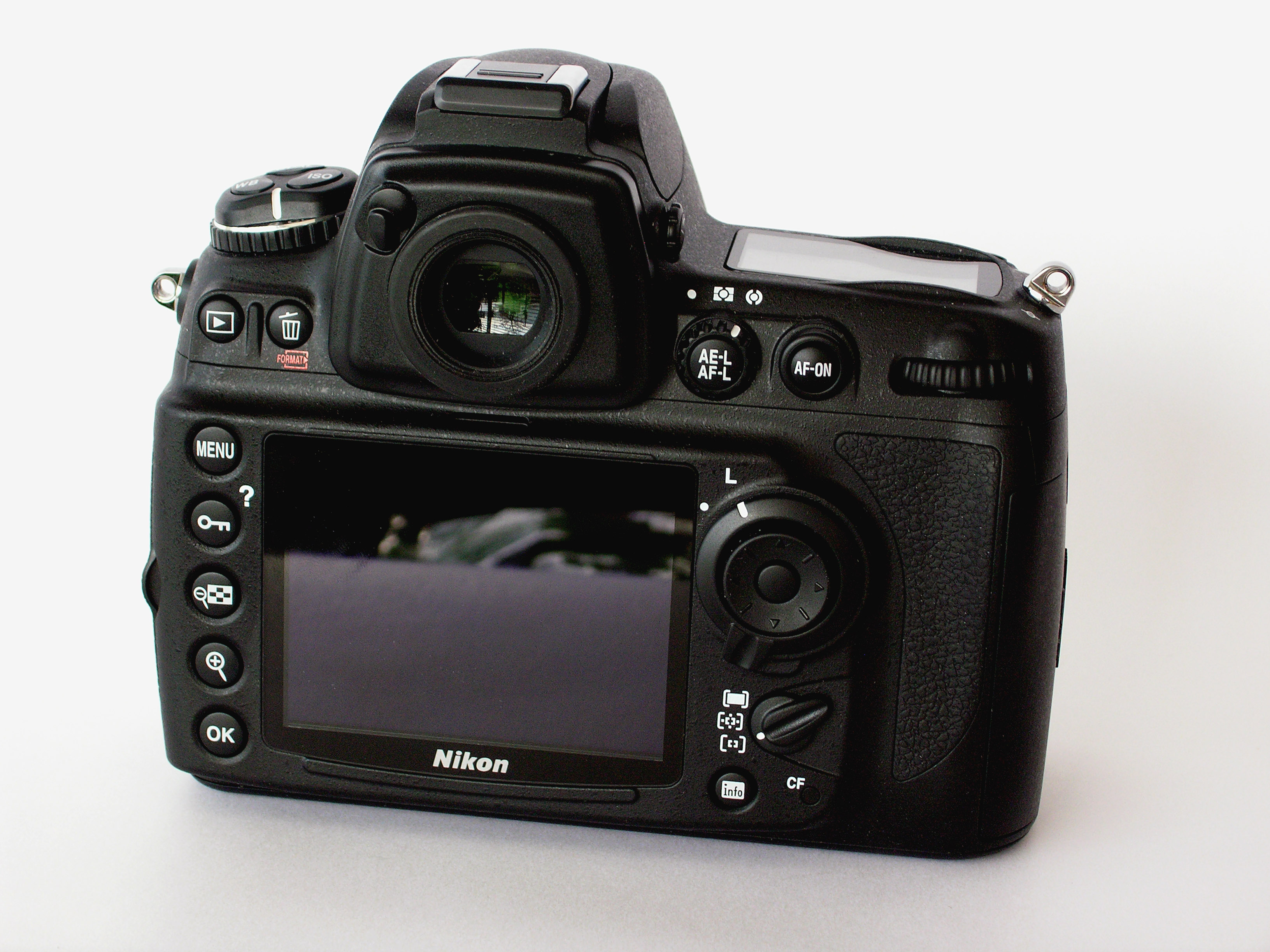
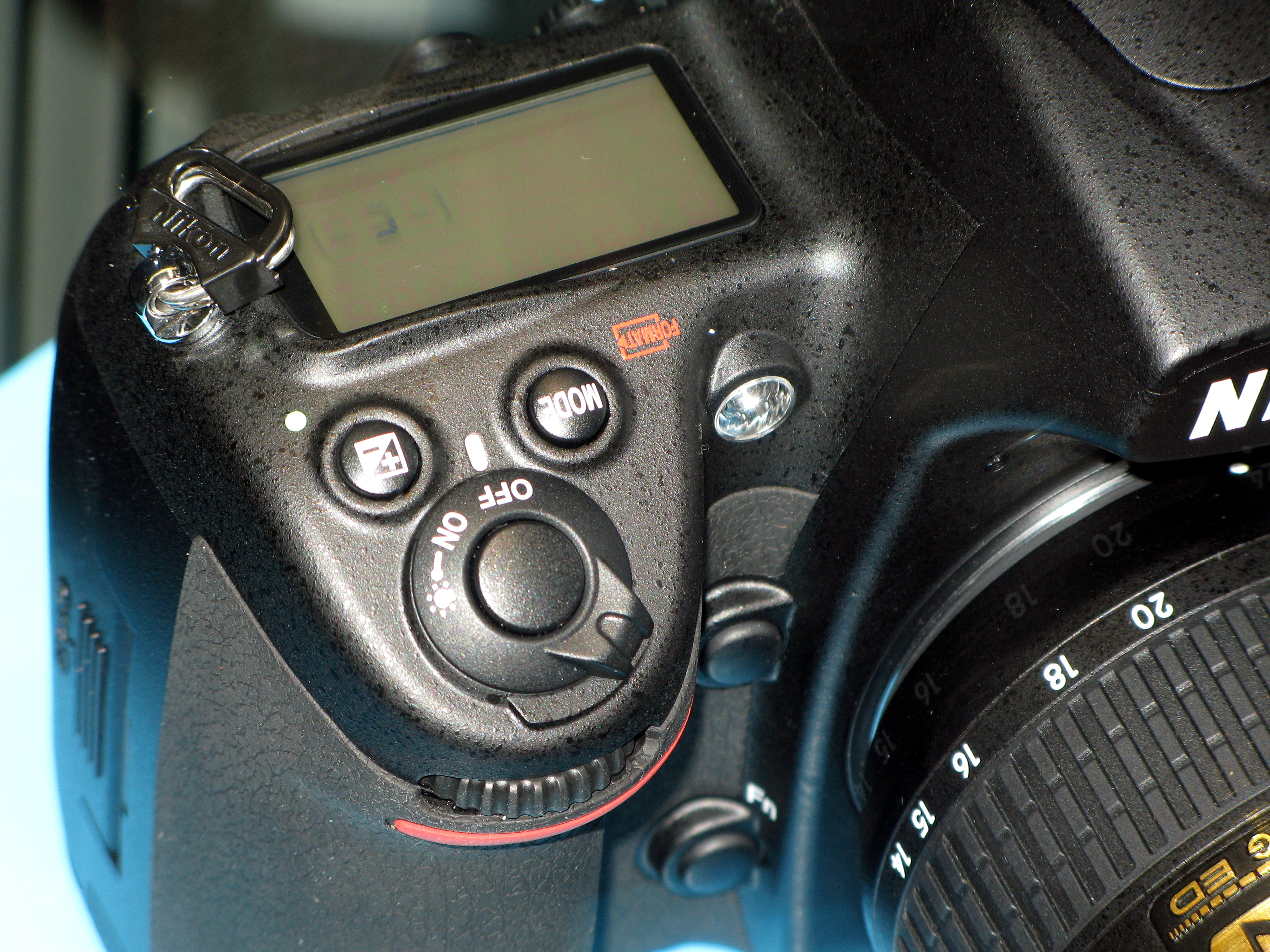
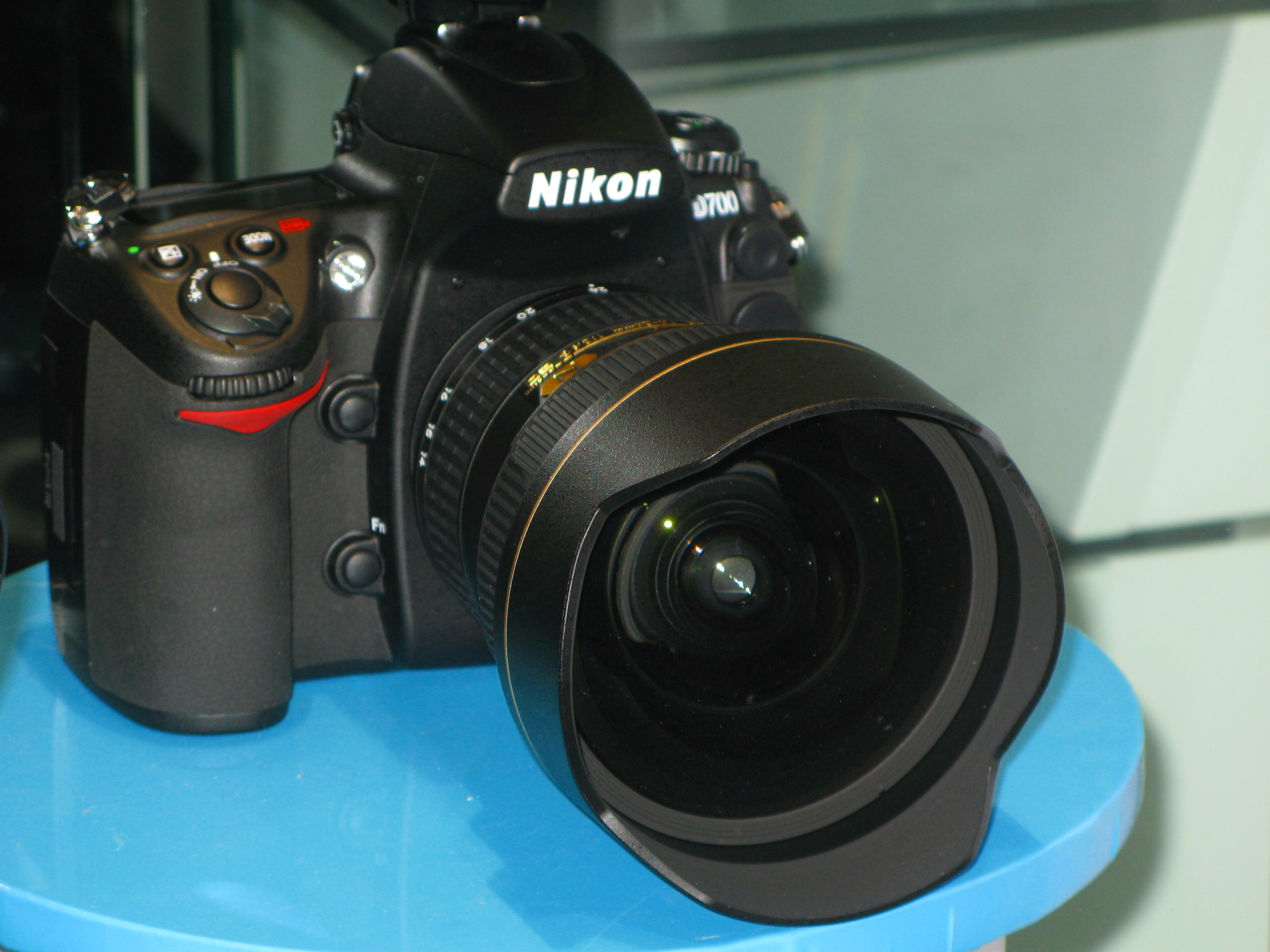

## 같이 보기
- 풀프레임 DSLR